# Großröhrsdorf
Großröhrsdorf è una città di 9 679 abitanti della Sassonia, in Germania.
Appartiene al circondario di Bautzen ed è parte della Verwaltungsverband Großröhrsdorf.

## Storia
Il 1º gennaio 2017 venne aggregato alla città di Großröhrsdorf il comune di Bretnig-Hauswalde.